# Châteauneuf-sur-Loire
Châteauneuf-sur-Loire település Franciaországban, Loiret megyében. Lakosainak száma 8470 fő (2022. január 1.). Châteauneuf-sur-Loire Vitry-aux-Loges, Germigny-des-Prés, Ouvrouer-les-Champs, Saint-Denis-de-l’Hôtel, Saint-Martin-d’Abbat és Sigloy községekkel határos.

## Népesség
A település népességének változása:
| Lakosok száma | 4850 | 5998 | 6558 | 7708 | 7906 | 8035 | 8126 | 8212 | 8382 | 8470 |
|               | 1968 | 1982 | 1990 | 2006 | 2013 | 2015 | 2017 | 2019 | 2020 | 2022 |